# Drama (Grecia)
Drama o Dráma (griego: Δράμα, Dráma, IPA: [ˈðɾama], antigua Drabesco -Δραβήσκος-),es una ciudad y municipio en el noreste de Grecia capital de la unidad periférica de Drama (en la prefectura de Macedonia Oriental y Tracia). La ciudad, que contaba 42.501 habitantes en 2001, es el centro económico del municipio (55.632 hab.), que a su vez comprende el 53,5% de la población de la prefectura (el porcentaje más alto en Grecia). Hay una calle llamada Armen, en honor a Armen Kouptsios, un héroe de la lucha macedonia (1904-1908), que vino de Volakas, un pueblo al norte de la ciudad. La aldea cercana de Monastiraki fue visitada por un nuevo éxodo de viaje que recientemente se ha estrenado en ERT. 

## Historia
Se conoce por una famosa batalla el año 464 a. C. entre la tribu tracia local de los Edones, aliados al reino de los Odrysos, y un contingente ateniense que fue vencido. En época romana, Drama se conocía como Drabesco (Δραβήσκος), y era un centro comercial y campamento militar romano de la Vía Egnatia. Drama cuenta con excelentes recursos hídricos y, por ello, debe su nombre a Hydrama (hydro-, griego: relacionado con el agua), una ciudad que se cree que estaba en el mismo lugar en la época clásica.

## Economía
En los últimos años la economía de Drama se ha basado en gran medida en las industrias de papel y textil-vestido. Sin embargo, estas industrias han cerrado o movido a través de la frontera con Bulgaria, con un impacto devastador en la economía local y el empleo. Otras fuentes de ingresos son la agricultura, que consistían principalmente en plantaciones de tabaco, la minería de pequeña escala (sobre todo de mármol) y la silvicultura. Recientemente, se han desplegado esfuerzos para aprovechar el medio ambiente natural local y para desarrollar el ecoturismo. 
Existe una moderna estación de esquí en el Monte Falakro. Drama también alberga anualmente un festival de cortometrajes.

## Municipios
- Choristi
- Kallifytos o Panorama
- Kalos Agros
- Koudounia
- Livadero o Dendrakia
- Makryplagi
- Polykarpos
- Mavrovato
- Mikrochori
- Monastiraki o Vathylakkos
- Milopotamos
- Nikotsaras (anteriormente Argyroupoli)
- Xiropotamos o Metamorfosis Sotiros
- Doxato

### Subdivisiones
- Ampelakia (Αμπελάκια), 335 habitantes.
- Nea Sevasteia (Νέα Σεβάστεια), 480 habitantes.
- Taxiarches (Ταξιάρχαι), 169 habitantes.
- Nea Amissos (Νέα Αμισσός), 1000 habitantes aprox.

## Deportes
La ciudad cuento con tres equipos de fútbol: El Doxa Dramas, el Pandramaikos FC y el PAOP Nea Amissou; y uno de baloncesto, el KAOD.